# Helfštýn
Helfštýn, (allemand: Helfenstein, Helfstein) est un château à 15 kilomètres à l'est de Přerov, dans la région d'Olomouc en Moravie centrale, en République tchèque. L'histoire de Helfštýn est étroitement liée au développement de la ville voisine de Lipník nad Bečvou, qui possède un certain nombre de monuments architecturaux précieux, dont le château classique et l'une des plus anciennes synagogues de style gothique tardif de la République tchèque.
Les ruines du château sont perchées sur une haute colline boisée au-dessus de la partie la plus étroite de la Porte de Moravie et au-dessus de la rive gauche de la rivière Bečva. Le complexe mesure 187 mètres de long et jusqu'à 152 mètres de large. C'est l'un des plus grands châteaux en termes de superficie de la République tchèque.

## Photographies

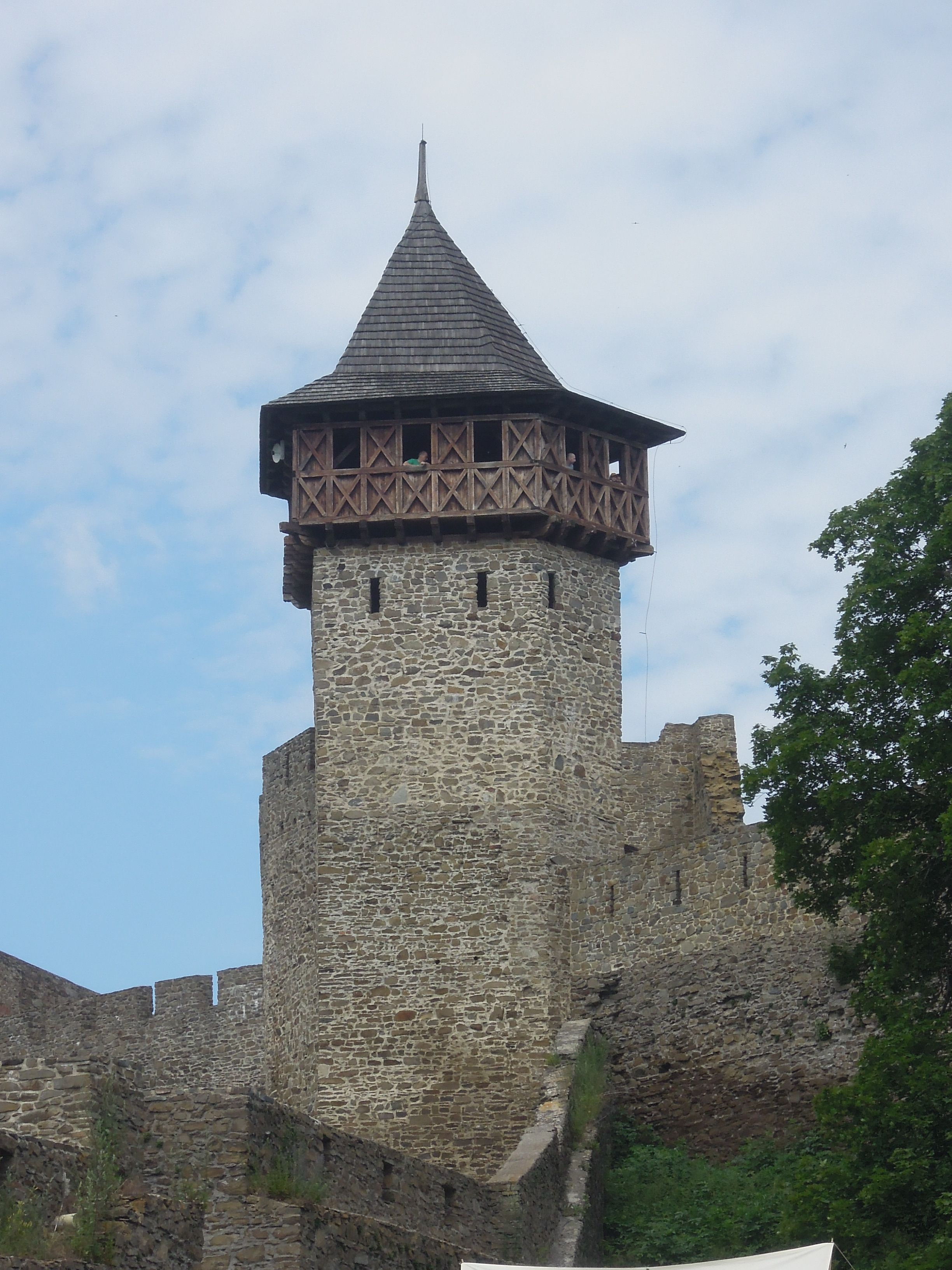
L'une des tours du parvis de Kravařský transformée en tour de guet
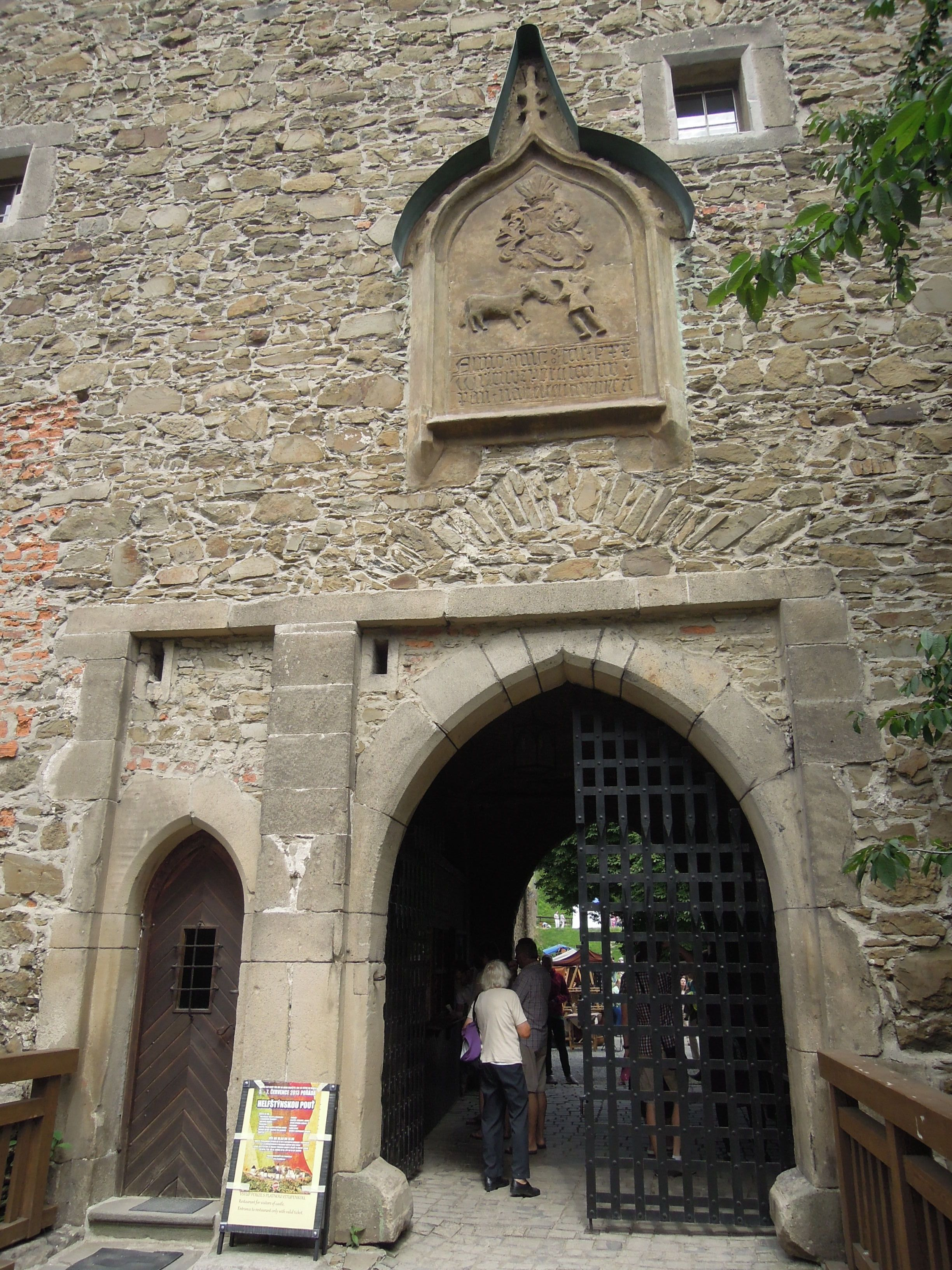
Portails de la deuxième porte avec une plaque en relief de Pernštejn
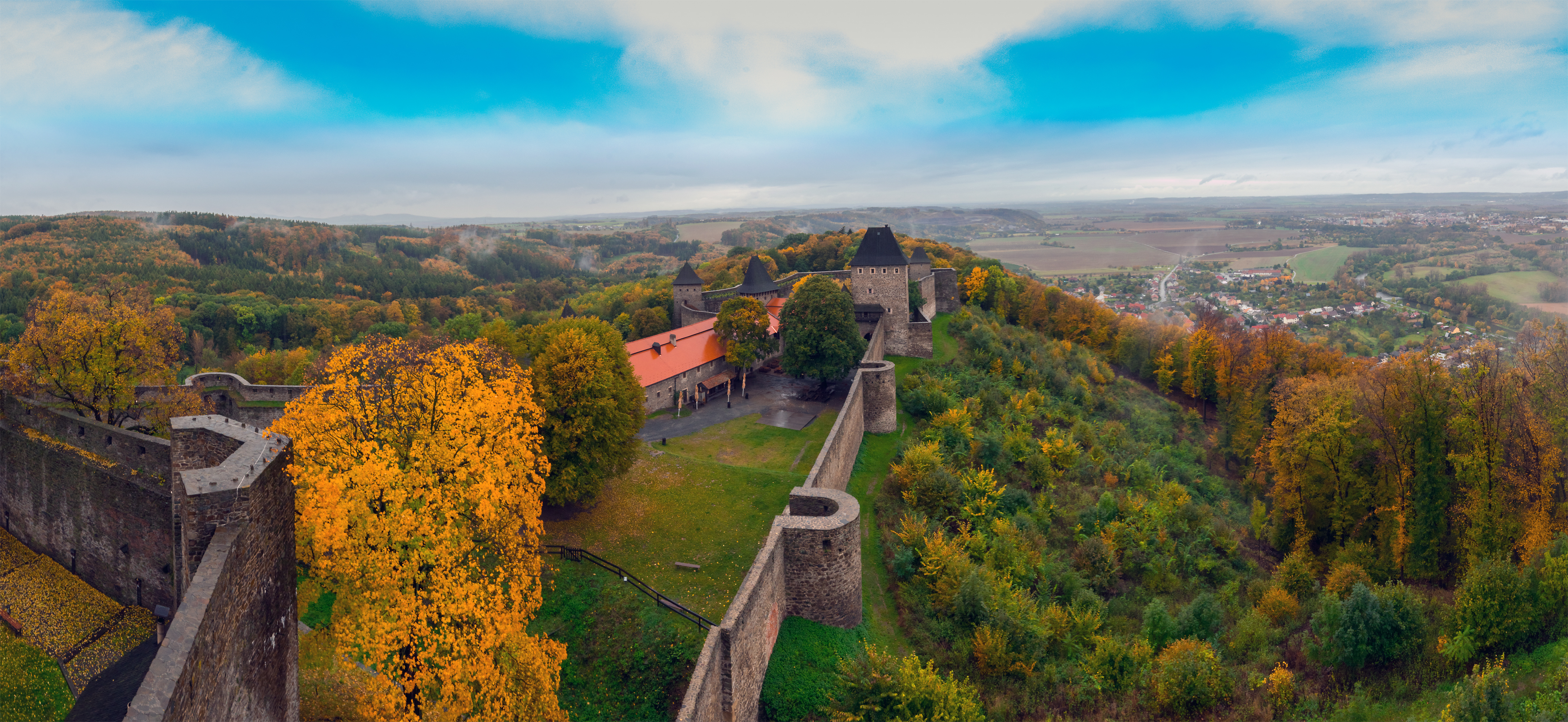
Photo panoramique de la tour de Helfštýn